# Pseudomonas
Pseudomonas is een geslacht van bacteriën, waartoe soorten behoren, die planten- en dierziekten kunnen veroorzaken. Zo veroorzaakt Pseudomonas syringae sterfte bij kastanjebomen.
Het zijn staafvormige, aerobe, gramnegatieve bacteriën met polaire flagellen, waarmee ze zich kunnen voortbewegen. Er worden geen sporen gevormd. Het genoom van Pseudomonas aeruginosa is volledig in kaart gebracht met DNA-sequentie. Pseudomonas aeruginosa is een schadelijke ziekenhuisbacterie.
Alleen Pseudomonas aeruginosa komt als ziekteverwekker bij de mens voor.

## Kenmerken en stofwisseling
De grootte varieert van 0,5–1,0 × 1,5–5,0 µm. Ze reageren in de Voges-Proskauer-test negatief en in de katalase-test positief. Bij de meeste soorten is de oxidasetest ook positief, zoals bij bijvoorbeeld bij Pseudomonas fluorescens, deze soorten hebben tevens een cytochroom c.
De meeste Pseudomonassoorten kunnen zowel aerobe als anaerobe leven. Dit wil zeggen dat ze bij de energiestofwisseling verschillende elektronenacceptoren kunnen gebruiken. In de longen, een aerobe milieu, verstoppen zij zich in het taaie slijm waarin ze een biofilm bouwen. Binnen de biofilm creëren ze zuurstofloze condities. De bacterie kan daarin met andere soortgenoten communiceren door middel van communicatiegenen. Ook maken ze zogenaamde slapers aan die worden gewekt wanneer ze nodig zijn. Door deze geïsoleerde leefwijze zijn ze moeilijk bereikbaar voor antibiotica. In brandwonden vinden we Pseudomonas aeruginosa als aerobe bacterie waarbij zuurstof als elektronenacceptor wordt gebruikt. Suikers worden hierbij voor de energie-winning via de Entner-Doudoroff-pathway afgebroken. In de longen wordt Nitraat als elektronenacceptor gebruikt in plaats van zuurstof. Door middel van denitrificatie wordt nitraat (NO3−) gereduceerd tot moleculaire stikstof (N2). Deze soorten kunnen dus ook zonder zuurstof leven. Voorbeelden van Pseudomonasspecies die een anaerobe pathway kunnen gebruiken zijn Pseudomonas aeruginosa, Pseudomonas stutzeri en Pseudomonas denitrificans. Ze worden onder andere gebruikt bij de nitraatverwijdering uit afval. Behalve Pseudomonas fluorescens die geen nitraat kan omzetten.
Meerdere Pseudomonas-soorten vormen bij ijzergebrek sideroforen; ten minste 50 verschillende pyoverdinen (fluorescente sideroforen) zijn gevonden.